# Arbiona Bajraktari
Arbiona Bajraktari (ur. 10 września 1996 w Suvej Rece) – albańska piłkarka, reprezentantka Albanii w piłce nożnej.